# N/A
N/A, n/a ou NA é uma abreviação ou sigla utilizada na língua inglesa comum em banco de dados e como resposta a formulários que significa not applicable (não aplicável ou não se aplica), not available (não disponível) ou no answer (sem resposta). A abreviação é utilizada para indicar quando a informação em uma certa célula da tabela não é fornecida, seja por não se aplicar no caso em específico ou pela resposta estar indisponível, ou para responder um formulário, afirmando que a uma questão ou seção não é aplicável para quem está a responder.

## Histórico
A notação está em uso desde, pelo menos, a década de 1920, com um guia de 1925 sobre condução de pesquisas comunitárias afirmando:
Algumas das questões no cartão claramente não é aplicável em todos os momentos. Por exemplo, um agregado familiar composto de duas irmãs viúvas que vivem de pensão e não possuem salário. O diretor da pesquisa deve solicitar que as iniciais "n a" ("não aplicável") esteja escrito a frente dessas perguntas. Nenhum espaço deve ser deixado em branco.Original (em inglês): Some of the questions on the card are of course not applicable at all times. For instance, a household composed of two widowed sisters living on their income has no wage earner. The survey director should request that the initials "n a" ("not applicable") be written down opposite such questions. No space should be left blank.— Edmund de Schweinitz Brunner Surveying Your Community: A Handbook of Method for the Rural Church (1925), p. 76 (em inglês)
O guia indica que todo espaço em branco deve ser preenchido, mesmo se o espaço em branco indicasse que era não aplicável, para que as pessoas que fossem proceder na análise da pesquisa pudessem verificar que o espaço não havia sido esquecido. A edição do Information Circular do mesmo ano, que foi redigido pelo Bureau of Mines do Departamento do Interior dos Estados Unidos especificava que "NA" deveria ser utilizado para informação "não disponível" e "NAp" para categorizar informação "não aplicável". A notação n/a continua a ser utilizado para preencher campos que não são aplicáveis e não foram deixados em branco de propósito.
Nos princípios da programação de computadores, formulários informatizados que exigiam que os campos fossem preenchidos poderiam causar problemas onde o campo era aquele o qual nenhuma resposta seria aplicável para certas pessoas preenchendo o formulário. Antes que os programadores se conscienlizassem de um problema com um determinado campo, as pessoas que preenchessem esse campo poderiam preenchê-lo com um termo como "n/a" e faria o programa que processa o formulário interpretar erroneamente essa informação como uma intenção de fornecer as informações solicitadas. Por exemplo, se houvesse um campo para o nome do meio e a pessoa preenchesse "n/a", o programa interpretaria "n/a" como o nome do meio da sujeito.
Na estatística e na análise de dados, "n/a" em um banco de dados pode ser uma das maneiras utilizadas para representar a não resposta ou dados faltantes.